# ذو الفقار حاجيبايوف
ذو الفقار عبد الحسين أوغلي حاجيبايوف - (بالأذربيجانية: Zülfüqar Əbdülhüseyn oğlu Hacıbəyov) ملحن أذربيجاني والسوفيتي المعروف، تكريم فنان، أحد من المؤسيين المسرح الموسيقي الكوميدي (أذربيجان).

## حياته
ولد ذو الفقار حاجيبايوف في 17 أبريل، عام 1884، في مدينة شوشا.
لعب ذو الفقار دورا الكبيرا في تطوير في الفن أخويه عزير حاجبايوف، وجيحون حاجبايوف. بين فنانين ألآخرين الذي تأثر ذو الفقار فيهم مسلم ماقوماييف، حسينقولو ساربسكي، حسين أربلينسكي. توفي ذو الفقار جحيبايوف في 30 سيبتمبر، عام 1950، في مدينة باكو. ذو الفقار جحيبايوف هو أخ عزير حاجبايوف، ووالد نيازي.

## إبداعاته
ذو الفقار حاجيبايوف مؤلف الأوبريت الأول الأذربيجاني «شاب في 50 من عمره».
هذا الأوبريت هو النموزج الأول لنوع كوميدي في المسرح الأذربيجاني.
كان أداء أول للعمل في تبليسي في أبريل 1911، في مسرح النبلاء الجورجيين لمدينة تبليسي.
و عُرضت الأوبريت في وقت لاحق في باكو ونخشيفان ويريفان وشوشا.
«فتاة القرية» و «أغنية جندي» و «فتاة الراعي»، تعتبر أغنيات أولى للملحن الذي أصبحت مشهورة في الربع الأول من القرن العشرين.
و كان دوره كبيرا في تشكيل موسيقى كلاسيكية.

## أعماله

### كوميديا موسيقية

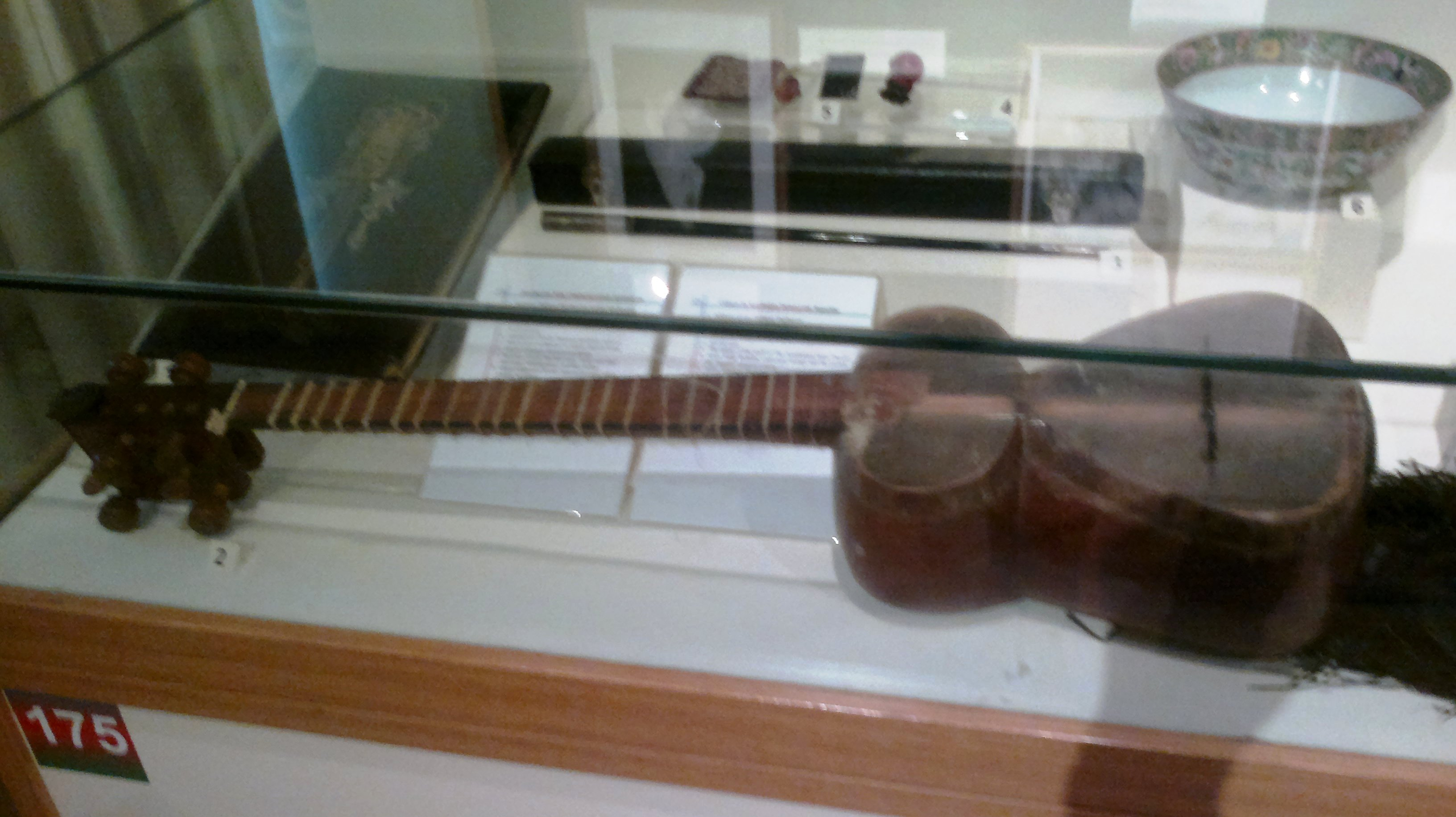
تار تنتمي إلى ذو الفقار جحيبايوف، في متحف تاريخ الأذربيجان الوطني

- «شاب في 50 من عمره» (1909)
- «زوجة في 11 من عمرها»(1911)
- «عزب عندما متزوج» (1911)

### الأبيرا
- عشيق قريب" (1915)[4]
- «نوشابى» (لم يتم)
- «ثلاثة عشاق أو مليكمامد»(لم يتم)

### فيلموغرافيا
- ألماز
- عمر عزير
- نيازي